# St-Nabor (Saint-Nabor)

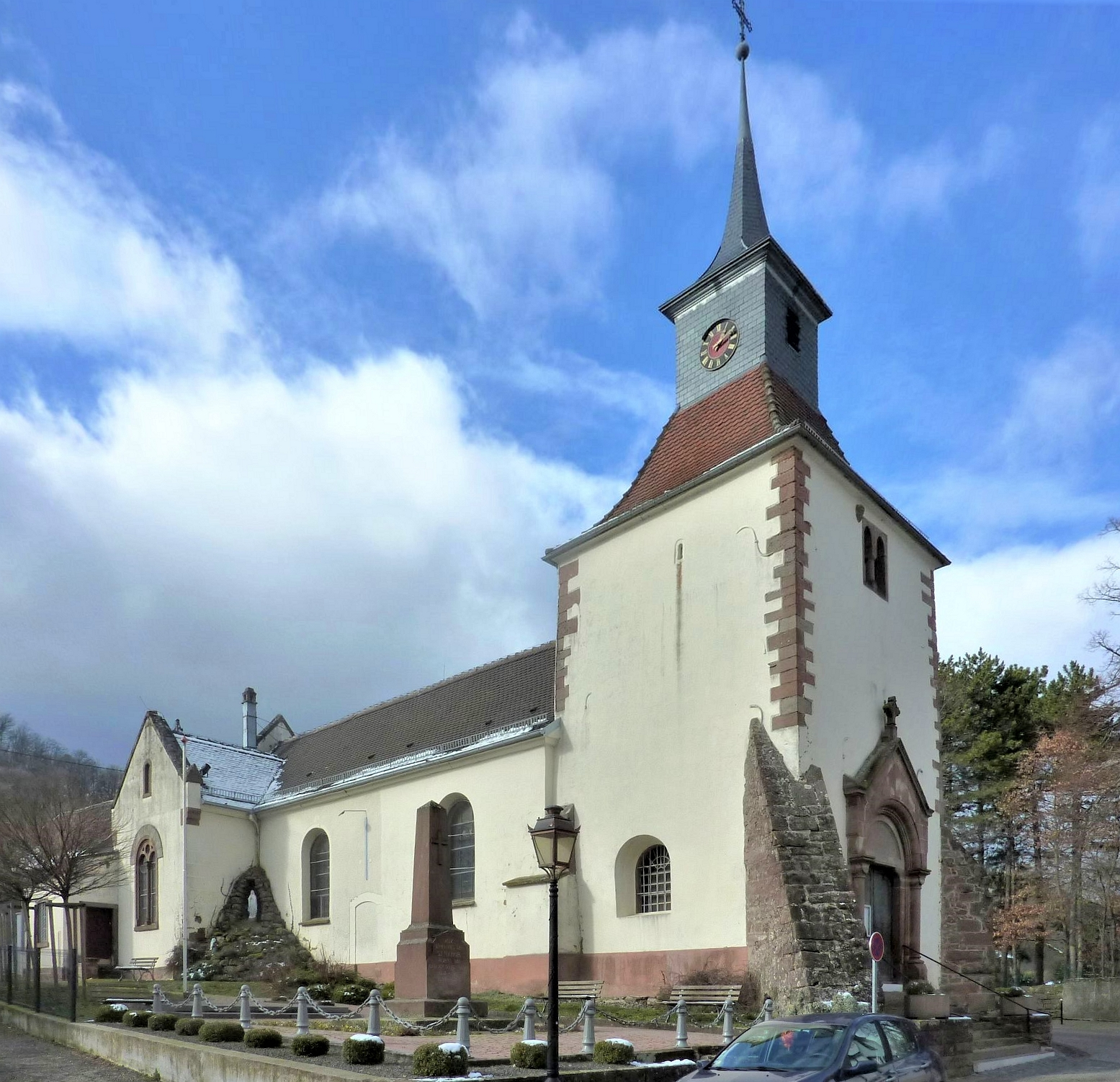
St-Nabor, Blick zum früheren Chorturm

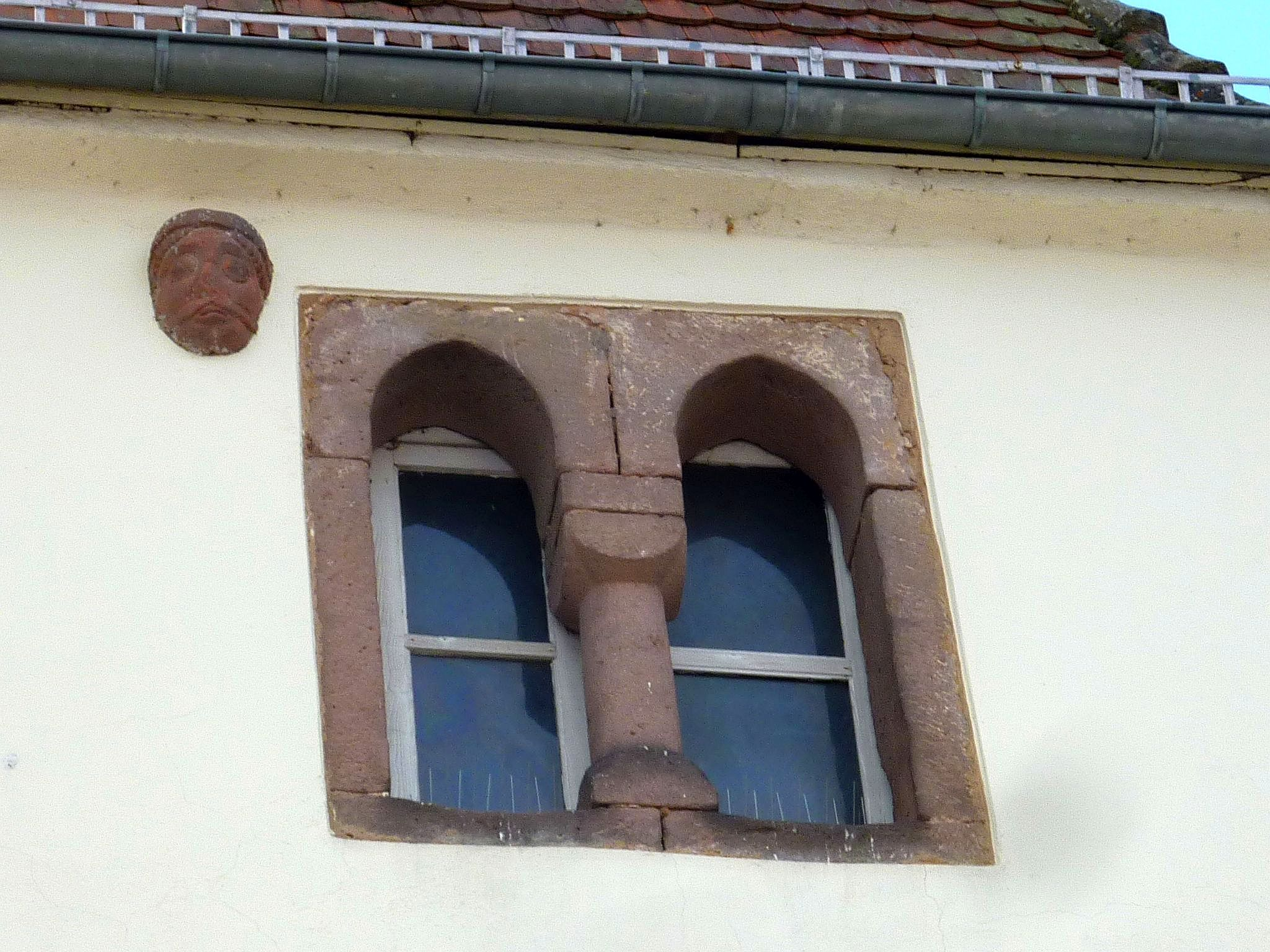
Romanisches Doppelfenster und figürlicher Schmuck am Turm

St-Nabor ist eine römisch-katholische Pfarrkirche in der gleichnamigen Ortschaft Saint-Nabor (Département Bas-Rhin) in Frankreich.  Die Kirche ist eingetragen im Verzeichnis des kulturellen Erbes Frankreichs.

## Geschichte
Ältester Teil der dem heiligen Naborius geweihten Kirche, die ursprünglich dem Kloster Niedermünster gehörte, ist der romanische frühere Chorturm aus dem 12. Jahrhundert mit seinen massiven Strebepfeilern. Der Kunsthistoriker Walter Hotz vermutet, dass das im 18. Jahrhundert neu aufgeführte Kirchenschiff im Kern ein gotisches Bauwerk darstellt. Die Sakristei entstand im 16. Jahrhundert, Querhaus und Chor wurden im Jahr 1899 hinzugefügt und dabei das Kirchenportal, das sich am Ende des Kirchenschiffes befand, in die Turmostwand verlegt. Durch den Neubau des Chores im Westen dient der Turm so nur noch als Glockenturm.